# Walther Herrmann
Paul Daniel Walther Herrmann (* 12. Januar 1884 in Reichenau i. Sachsen; † 4. August 1979 in Freiberg) war ein deutscher Lehrer und Heimatforscher. Besondere Verdienste erwarb er sich um die Erforschung der Geschichte der Bergstadt Freiberg.

## Leben
Walther Hermann studierte ab 1905 Germanistik, Geographie und Geschichte an den Universitäten Freiburg im Breisgau, Berlin und Leipzig. 1910 promovierte er bei Albert Köster mit Theodor Storms Lyrik (Probefahrten, Bd. 1 7). Danach war er Lehrer in Zwickau und Zittau, ab 1913 Studienrat in Freiberg und zuletzt dort als Oberstudiendirektor tätig. Von 1925 bis zur Auflösung 1945 leitete er den Freiberger Altertumsverein, der 1990 wiedergegründet wurde. In diesen 20 Jahren war er auch Herausgeber und Verfasser der Mitteilungen des Altertumsvereins. Herrmann gründete 1948 in Freiberg die Arbeitsgemeinschaft Geschichte im Kulturbund zur demokratischen Erneuerung Deutschlands, die er bis 1962 leitete.
Er war auch als Dozent an der Volkshochschule und an der Bergakademie in Freiberg tätig.

## Schriften
- Zur Geschichte des Freiberger Judentums, In: Heimatwarte, Bautzen, Bd. 1 (1939), S. 1
- Friedrich der Große und Freiberg, Freiberg i. Sa., 1942
- Bergbau und Kultur. Beiträge zur Geschichte des Freiberger Bergbaus und der Bergakademie, Berlin 1953 (= Freiberger Forschungshefte D 2)
- Goethe und Trebra. Freundschaft und Austausch zwischen Weimar und Freiberg (= Freiberger Forschungshefte D 9)
- (mit Helmut Wilsdorf und Kurt Löffler): Bergbau Wald Flösse, Untersuchungen zur Geschichte der Flößerei im Dienste des Montanwesens und zum montanen Transportproblem (= Freiberger Forschungshefte D 28), Berlin 1960
- Geschichte der Schauspielkunst in Freiberg, Berlin 1960
- Bergrat Henckel. Ein Wegbereiter der Bergakademie, Berlin 1962 (Reprint 2005) (= Freiberger Forschungshefte 37)
- Das Freiberger Bürgerbuch 1486–1605, Dresden 1965 (= Quellen und Forschungen zur sächsischen Geschichte 2)

## Ehrungen
- 1954 Festschrift der Bergakademie Freiberg zu Herrmanns 70. Geburtstag mit einer Laudatio von Walter Schellhas
- 1962 Leibniz-Medaille der Deutschen Akademie der Wissenschaften